# Гостево (Котельничский район)
Гостево — село в Котельничском районе Кировской области России. Входит в состав Биртяевского сельского поселения.

## География
Село находится в западной части Кировской области, в подзоне южной тайги, к западу от автодороги Р176, на расстоянии приблизительно 8 километров (по прямой) к северо-востоку от города Котельнича, административного центра района. Абсолютная высота — 151 метр над уровнем моря.
Климат
Климат характеризуется как континентальный, с продолжительной холодной многоснежной зимой и умеренно тёплым летом. Среднегодовая температура — 1,8 °C. Средняя температура воздуха самого холодного месяца (января) составляет −13,9 °C (абсолютный минимум — −46 °С); самого тёплого месяца (июля) — 17,9 °C (абсолютный максимум — 35 °С). Безморозный период длится в течение 114—122 дней. Годовое количество атмосферных осадков — 515 мм, из которых 365 мм выпадает в тёплый период года. Устойчивый снежный покров образуется в середине ноября и держится 160—170 дней.

## История
Село было образовано в Российской Империи купцами, которые, по легенде, там заблудились и молили Бога, чтобы он указал им верный путь, взамен они построили церковь. 
На момент переписи РСФСР 1989 года в селе проживало 0 человек, соответственно, оно является заброшенным.

## Население
| 2010 |
| ---- |
| 0    |